# 黄云辉
黄云辉 (1966年5月—)，江西省崇仁县人，同济大学材料科学与工程学院院长、教授。入选中华人民共和国教育部2009年度"长江学者"特聘教授，新世纪“百千万人才工程”国家级人选。